# ドブ・ホズ

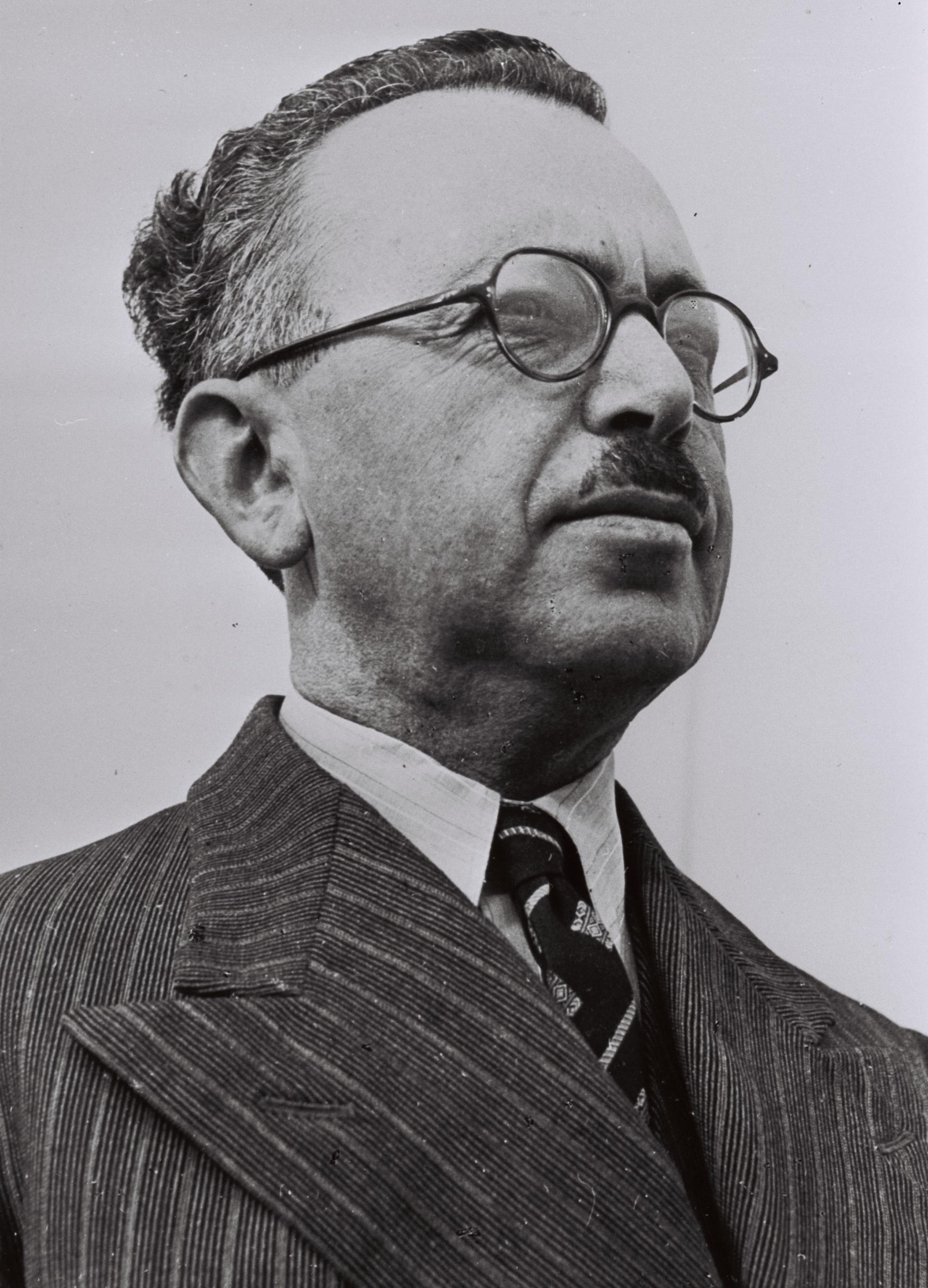
ドブ・ホズ

ドブ・ホズ（Dov Hoz、ヘブライ語: דב הוז‎、
1894年9月19日 - 1940年12月29日）は、労働シオニズム運動の指導者、ハガナーの創設者のひとり、イスラエルにおける航空の先駆者。

## 経歴

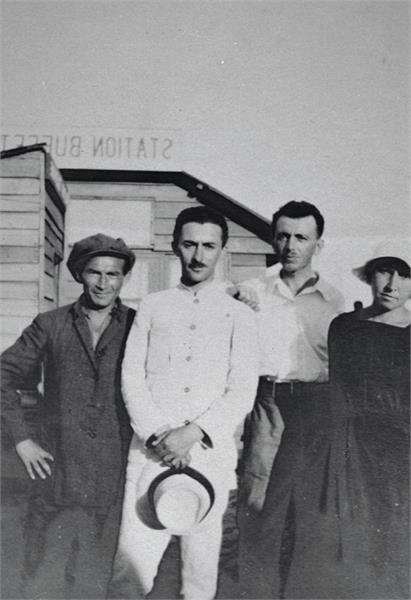
ホズとシャレット、1930年撮影。

1894年、ロシア帝国のヴォルシャに生まれたホズは、まだ子どもであった1906年に、家族とともにオスマン帝国統治下のパレスチナへ移り住んだ。1909年以降、ホズはテルアビブ市において、組織化された防衛隊の活動に参加כעטיイルフ＝アヴィゴル (Shaul Meiruv-Avigor)、エリヤフ・ゴロム、後にイスラエルの初代外務大臣となるモシェ・シャレットらがいた。第一次世界大戦中、ホズはユダヤ人青年たちにも志願して軍事訓練を受けるよう促し、自らもトルコ陸軍に志願して、1916年から1917年にかけて軍役に就いたが、その後はパレスチナのユダヤ人入植地の安全を確保すべく活動を続けたため死刑を宣告された。しかし、イギリスが占領したばかりだったパレスチナ南部に脱出して、死刑をまぬがれた。1918年から1920年にかけて、イギリス陸軍のユダヤ旅団の軍務に就いていた。
ホズは、ユダヤ軍団の編成に取り組んだ。1920年から1930年にかけて、ホズはハガナーの創設に参加し、中央委員会の一員であった。1931年から1940年にかけては、ハガナーの全国司令部の一員となっていた。さらに彼は、労働運動の指導者のひとりとなり、社会主義を主張した政党アフドゥト・ハアボダの創設に参加した。1935年、ホズはテルアビブの副市長に任命され、後にはヒスタドルート（イスラエル労働総同盟）のアラブ担当の代表やイギリス労働党との連絡窓口、政治部門の代表 (head of the state department) となった。
ホズは、1940年12月にアヴィロンの役員会へ向かう途中、交通事故で死去した。
車に同乗していた妻リフカ（Rivka：後にモシェ・シャレットとして知られることになったモシェ・シェルトクの妹であり、シャレットとホズは義兄弟であった）、娘ティルザ（Tirza：ツヴィア・シャレット (Tzvia Sharett) や、アヴィロンの共同創設者イツァーク・ベン＝ヤーコフ (Yitzhak Ben-Ya'akov) の義妹）も犠牲となった。

## 航空
ホズは、デガニア・アレフ出身のイツァーク・ベン＝ヤーコフとともに、アヴィロン航空の共同創設者であり、ホズは事実上の最高経営責任者であった。アヴィロンは、イシューブから生まれた数社の先駆的航空会社のひとつであり、将来の安全保障上の必要も見越して創設されたものであった。パイロットを養成し、当初はイギリス委任統治領パレスチナの領域内、後には外部の各地を結ぶ路線を確立していったが、その一方ではイシューブの萌芽的で小規模な、また違法な「空軍」としても機能し、最終的には1945年から1947年11月10日にかけてパルマッハの航空部隊パラヴィルとなり、さらにイスラエル建国時まではハガナーのシェルート・アヴィルとなった。

## 遺されたもの
ネゲヴのキブツ・ドロットは、ホズ一家を記念し、事故死した3人の名「Dov, Rivka, Tirza」のヘブライ文字の頭字語から名付けられている。テルアビブ北部のスデ・ドブ空港は、ドブの名に因んで命名されたものである。